# Janusz Kramarek
Janusz Kramarek (ur. 28 lipca 1929, zm. 26 lipca 2021) – polski historyk sztuki związany z Wrocławiem.
Wykładał archeologię i historię sztuki w Akademii Sztuk Pięknych we Wrocławiu. Jest członkiem zarządu Stowarzyszenia Tradycji Orężnych i Myśli Obronnej. Przez wiele lat zasiadał w jury konkursu o stypendia „Polityki”.
Był działaczem Stronnictwa Demokratycznego, redaktorem i publicystą jego „Biuletynu” wydawanego w latach 1992–2004 we Wrocławiu.

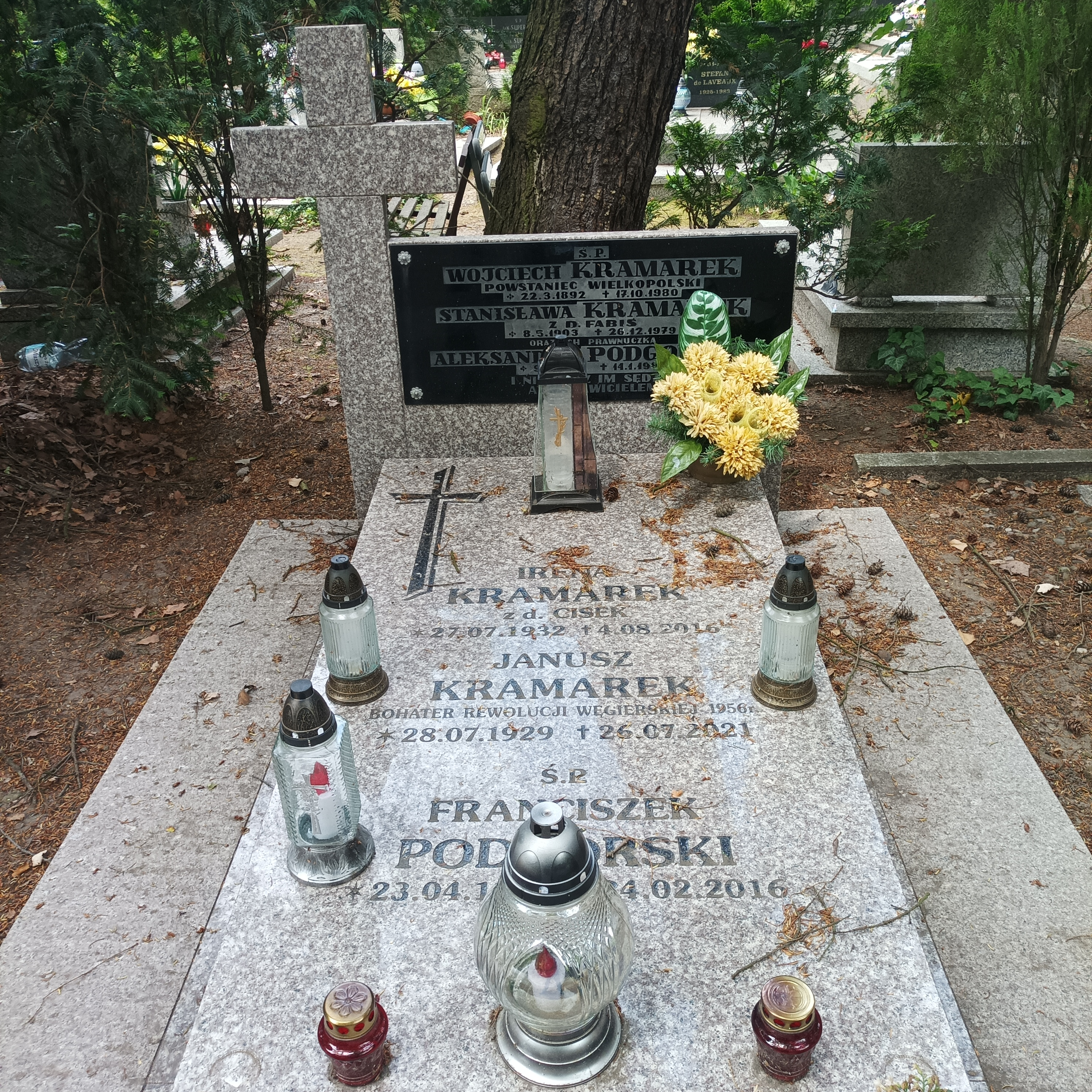
Grób Janusza Kramarka na Cmentarzu Grabiszyńskim

Pochowany na Cmentarzu Grabiszyńskim we Wrocławiu.

## Wybrane publikacje
- Wierzenia dawnych Słowian, Muzeum Archeologiczne, Wrocław 1968
- Polska sztuka przedpiastowska: znaczenie sztuki i rzemiosła artystycznego, Ossolineum, Wrocław 1975
- Słowiańskie rzeźby kultowe na Dolnym Śląsku, Dolnośląskie Towarzystwo Społeczno-Kulturalne, Wrocław 1980